# Toulouse Tech
Toulouse Tech, pôle de formations de référence en ingénierie, est un consortium créé en 2013 Il vise à renforcer les synergies et à attirer dans la région Midi-Pyrénées les meilleurs étudiants et chercheurs des domaines des écoles membres.

## Organisation
Toulouse Tech rassemble 8 établissements (14 formations) d'enseignement supérieur, membres ou associés de l'Université de Toulouse :
- École nationale de l'aviation civile
- Institut catholique d'arts et métiers - site de Toulouse
- INP Toulouse
  - École nationale supérieure agronomique de Toulouse
  - École nationale supérieure d'électrotechnique, d'électronique, d'informatique, d'hydraulique et des télécommunications
  - École nationale supérieure des ingénieurs en arts chimiques et technologiques
  - École nationale d'ingénieurs de Tarbes
  - École nationale de la météorologie
  - École d'ingénieurs de Purpan
- Institut national des sciences appliquées de Toulouse
- Institut national universitaire Champollion
  - ISIS
- Institut supérieur de l'aéronautique et de l'espace
- École des Mines Albi-Carmaux
- Université Toulouse III - Paul Sabatier
  - UPSSITECH